# Exoprosopa biguttata
Exoprosopa biguttata är en tvåvingeart som först beskrevs av Macquart 1834.  Exoprosopa biguttata ingår i släktet Exoprosopa och familjen svävflugor. Inga underarter finns listade i Catalogue of Life.